# نيه هايشنغ
نيه هايشنغ (بالصينية: 聂海胜) (و. 1964 – م) هو رائد فضاء، وطيار مقاتل من جمهورية الصين الشعبية . ولد في Zaoyang .
وهو عضو في الحزب الشيوعي الصيني .
ويحمل رتبة جنرال.

## ريادة الفضاء
شارك في المهمات الفضائية:
- شنتشو 6
- Shenzhou 10.